# オリ・マキの人生で最も幸せな日
『オリ・マキの人生で最も幸せな日』（Hymyilevä mies）は、ユホ・クオスマネン監督による2016年のフィンランドのドラマ映画である。第69回カンヌ国際映画祭のある視点部門で上映され、ある視点賞を獲得した。第89回アカデミー賞外国語映画賞にはフィンランド代表作として出品されたが、ノミネートには至らなかった。
日本では2016年に第29回東京国際映画祭のワールド・フォーカス部門で初上映された。

## キャスト
- ヤルコ・ラハティ（フィンランド語版） - オリ・マキ（フィンランド語版）
- オーナ・アイロラ - ライヤ
- エーロ・ミロノフ（フィンランド語版） - エリス